# PCDH15
La protocadherina-15 es una proteína que en humanos está codificada por el gen PCDH15.

## Función
Este gen es miembro de la superfamilia de cadherinas. Los miembros de la familia codifican proteínas de membrana integrales que median la adhesión célula-célula dependiente del calcio. El producto proteico de este gen consiste en un péptido señal, 11 dominios extracelulares de unión a calcio, un dominio transmembrana y un dominio citoplásmico único. Desempeña un papel esencial en el mantenimiento de la función coclear y retiniana normal. Se cree que interactúa con CDH23 para formar filamentos de enlace de punta.

## Significación clínica
Las mutaciones en este gen se han asociado con la pérdida de audición, lo que concuerda con su ubicación en la región crítica del síndrome de Usher tipo 1F (USH1F) en el cromosoma 10. También se ha encontrado que la variación dentro de él está asociada con diferencias normales en la apariencia facial humana.